# I. e. 352
Évszázadok: i. e. 5. század – i. e. 4. század – i. e. 3. század
Évtizedek: i. e. 400-as évek – i. e. 390-es évek – i. e. 380-as évek – i. e. 370-es évek – i. e. 360-as évek – i. e. 350-es évek – i. e. 340-es évek – i. e. 330-as évek – i. e. 320-as évek – i. e. 310-es évek – i. e. 300-as évek
Évek: i. e. 357 – i. e. 356 – i. e. 355 – i. e. 354 –  i. e. 353 – i. e. 352 – i. e. 351 – i. e. 350 – i. e. 349 – i. e. 348 – i. e. 347

## Események

### Görögország
- A harmadik szent háborúban II. Philipposz makedón király a sáfránymezei csatában döntő vereséget mér a Thesszáliát megszálló phókiszaikra. Mivel a háborút az indította el, hogy a phókisziak kirabolták Delphoi szentélyét, a 3000 fogoly a templomgyalázók büntetését kapja és vízbe fojtják őket; vezérük, Onomarkhosz holttestét keresztre feszítik.
- Athén és Spárta a phókisziak segítségére siet és a Thermopülai-szorosnál elállják a makedónok útját. Philipposzt megválasztják a Thesszáliai Szövetség vezetőjévé (arkhónjává).
- Philipposz ezután Trákiába vezet sikeres hadjáratot és túszként magával viszi Kerszobleptész trák király fiát.

### Róma
- Rómában consullá választják Publius Valerius Publicolát és Caius Martius Rutilust.

## Fordítás
- Ez a szócikk részben vagy egészben  a(z)   352 BC című angol Wikipédia-szócikk ezen változatának fordításán alapul.  Az eredeti cikk szerkesztőit annak laptörténete sorolja fel. Ez a jelzés csupán a megfogalmazás eredetét és a szerzői jogokat jelzi, nem szolgál a cikkben szereplő információk forrásmegjelöléseként.